# Fuera de libreto
Fuera de Libreto fue un programa de entrevistas a personalidades del mundo del espectáculo argentino, conducido por Elizabeth Vernaci para Canal (á). Donde actores y actrices en un ambiente distendido hablan de su carrera y de lo que para ellos significa la actuación. Se transmitía los días jueves a las 22:00 (UTC-3).

## Historial

### Primera temporada
| Programa | Fecha                    | Actor               |
| -------- | ------------------------ | ------------------- |
| 1        | 12 de agosto de 2010     | Gastón Pauls        |
| 2        | 19 de agosto de 2010     | Graciela Borges     |
| 3        | 28 de agosto de 2010     | Humberto Tortonese  |
| 4        | 2 de septiembre de 2010  | Florencia Peña      |
| 5        | 9 de septiembre de 2010  | Arnaldo André       |
| 6        | 16 de septiembre de 2010 | Cecilia Roth        |
| 7        | 23 de septiembre de 2010 | Julieta Díaz        |
| 8        | 30 de septiembre de 2010 | Boy Olmi            |
| 9        | 7 de octubre de 2010     | Nancy Duplaá        |
| 10       | 14 de octubre de 2010    | Diego Ramos         |
| 11       | 21 de octubre de 2010    | Georgina Barbarossa |
| 12       | 28 de octubre de 2010    | Valeria Bertuccelli |
| 13       | 4 de noviembre de 2010   | Pablo Echarri       |